# 卡洛斯·戈梅斯
卡洛斯·多明戈斯·戈梅斯·茹尼奥尔（Carlos Domingos Gomes Júnior；1949年12月19日—），非洲國家几内亚比绍政治人物，曾兩度擔任該國总理。
2005年6月19日和7月24日，几内亚比绍先后举行两轮总统选举。前总统、独立候选人维埃拉以52.35%的得票率胜出。由于几佛独立党政府一度拒绝接受选举结果，维埃拉于10月1日就职。10月28日，维埃拉宣布解散卡洛斯·戈梅斯政府，并于11月2日任命阿里斯蒂德斯·戈梅斯为总理。
2008年11月，几内亚比绍举行议会选举，几内亚和佛得角非洲独立党在议会选举中赢得国民议会100个席位中的67个席位，成为议会中的多数党。12月25日，维埃拉总统任命几佛独立党主席、前总理卡洛斯·戈梅斯为新总理。2009年1月2日，戈梅斯宣誓就职，并于8日组成新一届政府。